# Euro NCAP
Euro NCAP (European New Car Assessment Programme) je nezávislé konsorcium, které provádí nárazové zkoušky automobilů (tzv. crashtesty). Testovaným vozům pak vydává Euro NCAP hodnocení bezpečnosti v podobě udělení hvězdiček za bezpečnost (max. 5 hvězdiček). Založeno bylo v prosinci roku 1996 a v roce 1998 se stalo oficiálně nezávislou mezinárodní organizací, fungující podle belgických zákonů. S organizací Euro NCAP spolupracuje množství institucí včetně Evropské komise, nebo Mezinárodní automobilové federace.

## Historie
NCAP je hodnocení bezpečnosti automobilů, pocházející z Velké Británie, nyní podporované Evropskou komisí, vládami Francie, Německa, Švédska, Nizozemí a Španělska stejně jako motoristickými a spotřebitelskými organizacemi ve všech zemích EU.
Euro NCAP zveřejňuje zprávy s výsledky bezpečnosti nových modelů automobilů a uděluje jim hvězdičky podle výsledků v nárazových testech. V současnosti je maximum 5 hvězdiček. V průběhu let se automobily evropských značek velmi zlepšily v oblasti bezpečnosti a to částečně díky testům Euro NCAP. Výsledky testů jsou často uváděny v automobilových časopisech a mnohdy ovlivnily další prodejní výsledky vozidel. Například Rover 100, který prošel testy v roce 1998 a získal v ochraně dospělé posádky pouze jednu hvězdičku, začal mít špatné prodejní výsledky a brzy po zveřejnění výsledků byla jeho výroba ukončena.
Testování je pro automobilky dobrovolné.
Roku 2019 bylo zavedeno hodnocení Green NCAP. Protože ale například nepočítá s emisemi při výrobě elektřiny využívané elektromobily, tak je toto hodnocení kritizováno.[zdroj?]

## Jaké testy Euro NCAP provádí

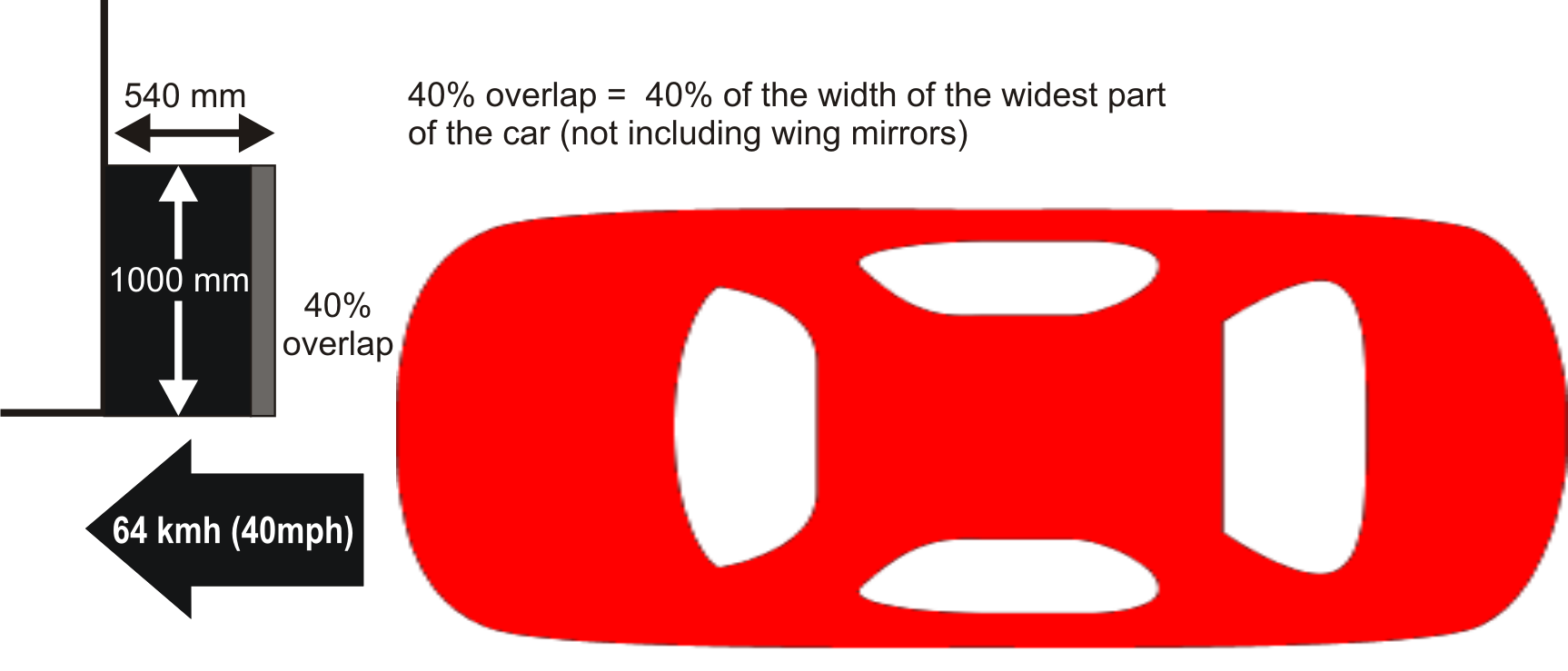
Čelní náraz

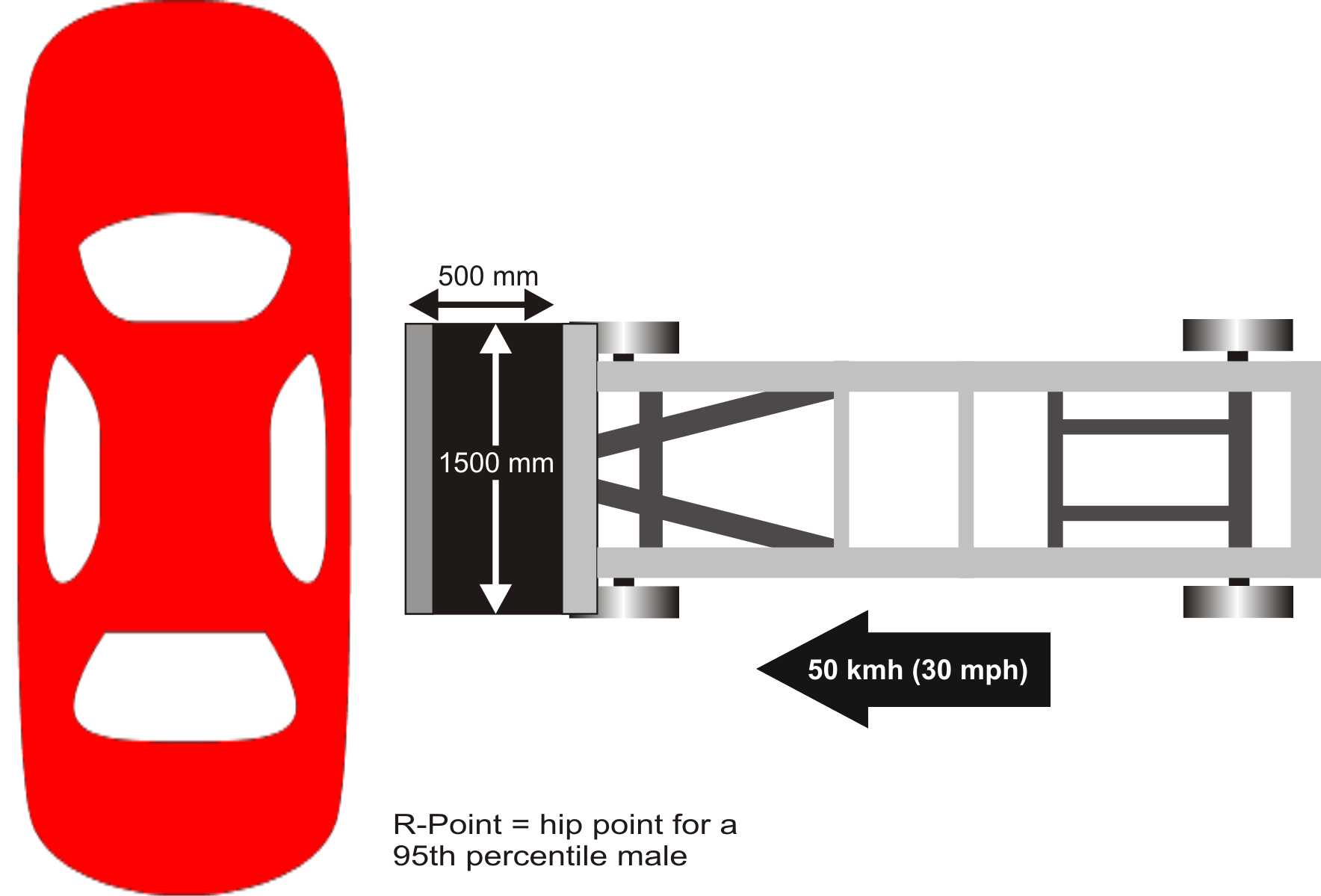
Boční náraz

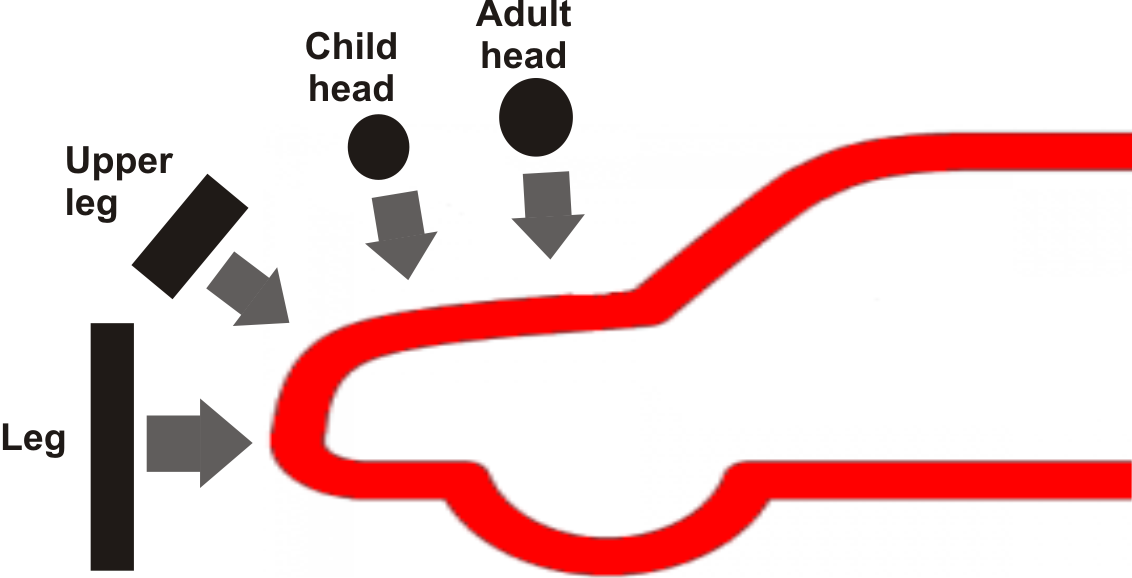
Test bezpečnosti chodců

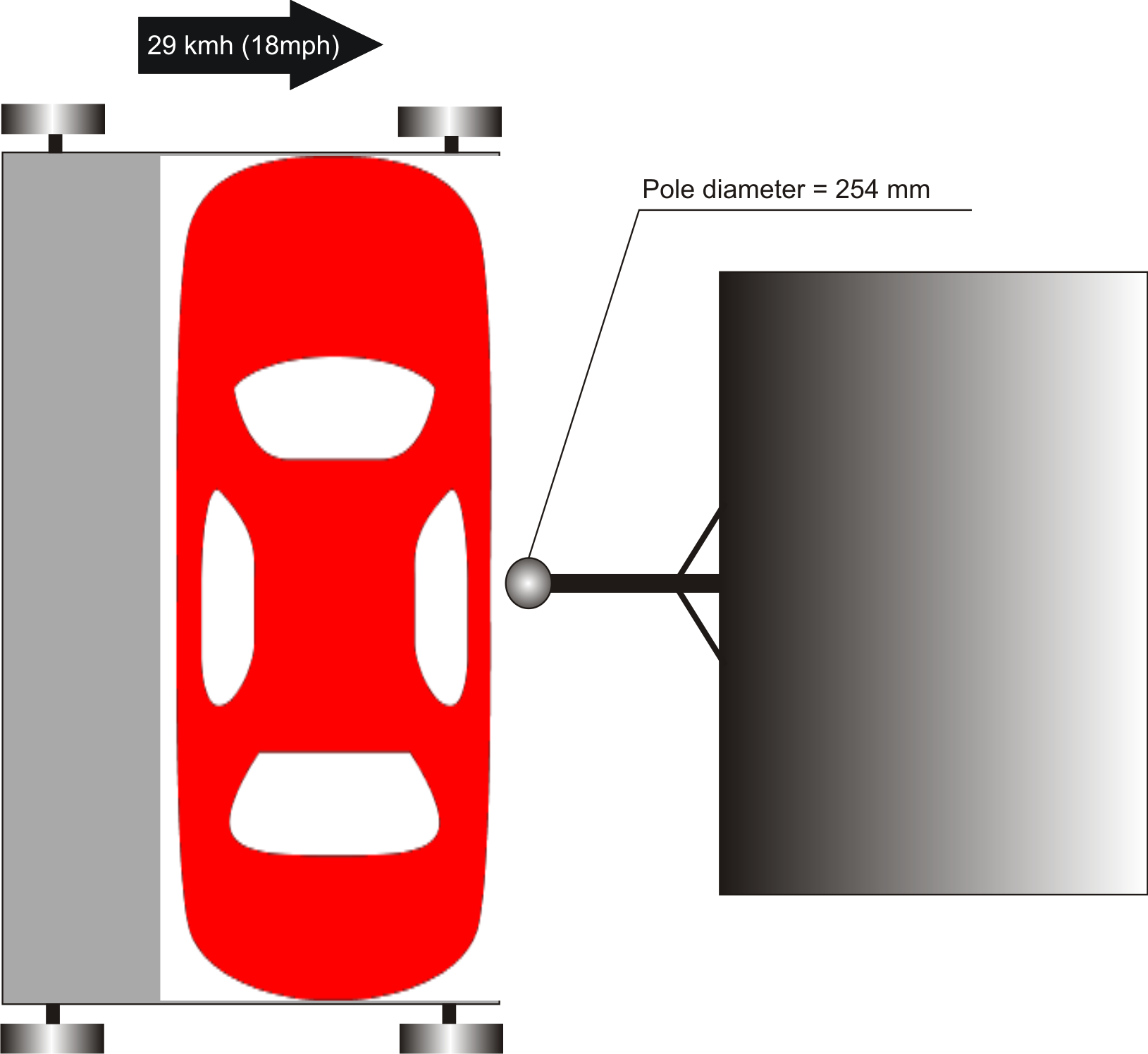
Boční náraz vozíku (pole test)

- Čelní přesazený náraz vozidla v rychlosti 64 km/h do deformovatelné bariéry. Vůz naráží do deformovatelné překážky (šířka 100 cm, tloušťka 54 cm) celkem 40 % své přídě.
- Boční náraz do boku vozidla vozíkem rozjetým na rychlost 50 km/h. V přední části vozíku je deformovatelný materiál o rozměrech 150 × 50 cm.
- Boční náraz vozu na sloupek (tzv. pole test) v rychlosti 29 km/h. Tento druh nárazu simuluje boční náraz do stromu (lampy) a slouží především k ověření správné funkce hlavových airbagů. Ocelový sloupek má průměr 254 mm.

Z těchto 3 testů vyjde konečné hodnocení, které rozhodne o tom, kolik hvězdiček za bezpečnost vůz dostane. Dále Euro NCAP provádí další 2 testy, které se ale hodnotí zvlášť a nejsou již zahrnuty do předchozího hodnocení.
- Test ohleduplnosti vůči chodcům- simulace střetu s chodcem v rychlosti 40 km/h.
- Bezpečnost dětí, které jsou v dětských sedačkách (vozy se testují s dětskými sedačkami přímo od výrobce, případně se sedačkami, které výrobce doporučuje).

## Jak se testy hodnotí
Hlavní kritérium pro vyhodnocování testů jsou hodnoty získané z čidel ve vozidle a na testovacích figurínách. Hodnotí se, jaké hodnoty decelerace (zpomalení) působily na posádku, nebo zda nebyly některé části těla (krk atd.) vystaveny takovému zatížení, které by mohlo způsobit vážné zranění. Dalším hodnotícím kritériem je stabilita karoserie - zda zůstal skelet vozu při nárazu stabilní, jakou sílu bylo nutné vyvinout pro otevření dveří po nárazu atd. Výsledné hodnocení vychází z počtu dosažených bodů, které vůz získá součtem bodového hodnocení za jednotlivé druhy nárazu. Dva body jsou uděleny bonusově za signalizaci nezapnutých bezpečnostních pásů.
|   | Počet bodů | Výsledné hodnocení |
| - | ---------- | ------------------ |
| 1 | 1-8        |                    |
| 2 | 9-16       |                    |
| 3 | 17-24      |                    |
| 4 | 25-32      |                    |
| 5 | 33-40      |                    |

27. srpna 2008 Euro NCAP oznámila, že od února příštího roku změní hodnocení nárazových testů, do kterého promítne i ochranu chodců. Důvodem pro toto rozhodnutí je fakt, že v současné době dosahuje hodnocení čtyř nebo pěti hvězd 97 % testovaných vozů, zatímco ochrana chodců, která se nezapočítává do konečného hodnocení, je stále na nízké úrovni.